# Foltosnyakú íbisz
A foltosnyakú íbisz (Bostrychia rara) a madarak (Aves) osztályának a gödényalakúak (Pelecaniformes) rendjébe, ezen belül az íbiszfélék (Threskiornithidae) családjába és az íbiszformák (Threskiornithinae) alcsaládjába tartozó faj.

## Előfordulása
Afrikában, Angola, Kamerun, a Közép-afrikai Köztársaság, a Kongói Demokratikus Köztársaság, Elefántcsontpart, Egyenlítői-Guinea, Gabon, Ghána, Guinea,  Libéria, Nigéria, Sierra Leone és Uganda területén él.